# Histoire du Wisconsin
L'Histoire du Wisconsin a été forgée par la succession de plusieurs vagues d'immigration, du Canada français puis des pays d'Europe, Allemagne et Scandinavie en tête, qui ont développé une large palette d'activités agricoles.

## L'époque des Amérindiens

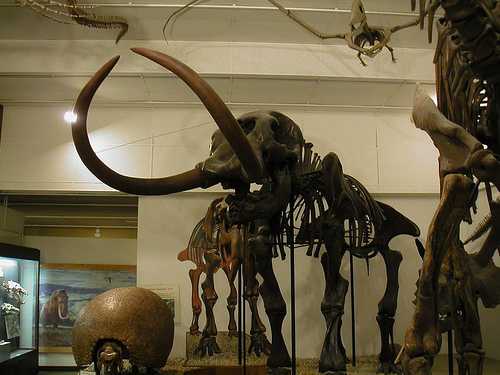
Squelette du Mammouth de Boaz.

Au sortir de la « glaciation du Wisconsin », qui a eu lieu en Amérique du Nord entre 85 000 et 7 000 av. J.-C.,,, à peu près au même moment que la glaciation de Würm dans les Alpes, les Amérindiens chassaient le Mammouth de Boaz, dont les os ont été retrouvés en 1897. Auparavant, la calotte glaciaire avançait jusqu'à 40° de latitude nord.
Venus de l'est par la rivière des Outaouais, les Outaouais ont peu à peu fait le tour des Grands Lacs par le sud, tandis que les Ojibwés du Sault-Sainte-Marie, sur les bords du lac Supérieur, se sont installés dans les Prairies du Canada, mais aussi au sud du lac Supérieur. Les Kickapous et les Potéouatamis font aussi partie des tribus qui vivaient là quand les Européens sont arrivés, avant de descendre plus au sud.

## Les explorateurs du Canada français

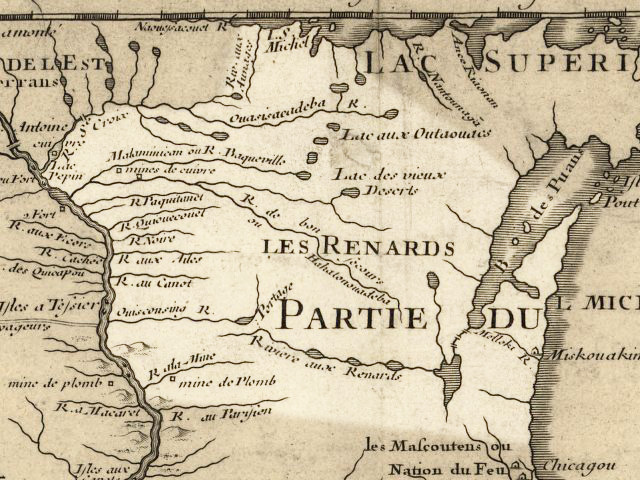
La carte du Wisconsin en 1718, par Guillaume Delisle.

Le Français Jean Nicolet fut le premier Européen à explorer le « Ouïskonsen », maintenant Wisconsin. En 1634, il y fonda la colonie de Baie Verte et fut suivi quinze ans après par Pierre Radisson et Médard des Groseilliers. L'explorateur jésuite du XVIIe siècle, Jacques Marquette reçoit à son tour, le 8 décembre 1672, l'ordre d’aller explorer la vallée du Mississippi. Venu du Québec, il a traversé les Grands Lacs en canot puis remonté la Fox River, de son embouchure aux sources, et effectué un portage difficile jusqu'à la rivière Wisconsin pour entrer dans le bassin supérieur du Mississippi. Le géographe Guillaume Delisle trace au début du siècle suivant une Carte de la Louisiane et du cours du Mississippi (1718), la première aussi détaillée de cette région, qui est exploitée pour ses fourrures au même moment par le négociant Nicolas Perrot, mais sans établissements permanents. Les premiers viendront au moment de la guerre de Sept Ans contre les Anglais, établis par Charles Michel de Langlade dont la mère était une Amérindienne outaouaise.

## Les guerres indiennes de 1827 et 1832 après celle de 1812
Les guerres de 1756-1763, puis 1776-1784 et surtout 1812-1814, ont fait passer les terres de l'actuel Wisconsin sous domination américaine durable. La France céda cette colonie aux Britanniques en 1763, puis elle fut acquise par les États-Unis à l'issue de la révolution américaine en 1783 mais resta de fait administrée par les Britanniques jusqu'à la guerre américano-britannique de 1812, où les Amérindiens combattent très souvent dans les rangs britanniques, causant des lignes de fractures avec les premiers colons américains.
Des prospecteurs miniers ont commencé à rechercher les métaux précieux de manière artisanale dans les années 1820. Leur arrivée déclenche les guerres contre les Amérindiens, la guerre des Winnebagos de 1827 et la guerre de Black Hawk de 1832, menée par le chef Black Hawk après que la milice blanche ait ouvert le feu sur une délégation amérindienne. Black Hawk répond en attaquant les miliciens, les écrasant complètement à la bataille de Stillman's Run, mais il perd ensuite la guerre.

## La création du territoire du Wisconsin en 1836
Ces conflits sanglants pour les Amérindiens ont entraîné leur départ, et coïncidé avec la création le 20 avril 1836 d'un Territoire du Wisconsin. Les terres du Wisconsin appartenaient à l'origine au très vaste Territoire de l'Indiana, créé en 1800. Cet ensemble hétéroclite a perdu en 1809 son flanc occidental, devenu Territoire de l'Illinois, lui-même rebaptisé en 1818 Territoire du Michigan, lorsqu'il perd cette fois l'Illinois, devenu un État. Au milieu des années 1830, le Michigan se prépare à son tour à devenir un État. On créé donc avec l'autre partie, au nord-ouest, un Territoire du Wisconsin, qui s'étend sur la totalité des États actuels du Wisconsin, du Minnesota et de l'Iowa, ainsi que sur une partie du Dakota, jusqu'au Missouri. Deux ans plus tard, en 1838, le Territoire de l'Iowa fut constitué sur le flanc sud, réduisant la superficie du Territoire du Wisconsin, où des fermiers de la Nouvelle-Angleterre ont très vite récupéré les prairies les plus fertiles, dans la région de Milwaukee.
Les vallées de la Chippewa comme de la Sainte-Croix  sont de plus en plus fréquentées par les marchands, conscients que les forêts en elles-mêmes représentaient également un fort potentiel, désormais ouvert, lorsqu'à la fin de l’été de 1837 les Ojibwés, par traité, ont cédé leurs terres à l’ouest du Mississippi. C'est l'époque où Henry S. Sibley, le principal marchand de Saint-Pierre, Hercules Dousman, William Aitken et Lyman Warren s’associent pour créer une scierie à énergie hydraulique sur les chutes de Chippewa Falls, siège du comté de Chippewa. Ils font venir de France Lucien Galtier un missionnaire originaire de Saint-Affrique.

## La fondation d'une université à Milwaukee
Le Wisconsin fut admis le 29 mai 1848 en tant que 30e État de l'Union. Un diocèse se créé à Milwaukee, quelques années plus tôt, confié au suisse Johann Martin Henni. Il veut créer une école pour attirer les immigrants arrivant de l'est et part chercher des fonds en Europe en 1848-1849. Le prélat allemand Anthony Minoux décline, car le Printemps des peuples en Europe a rendu la tâche plus difficile aux jésuites pour envoyer de l'argent au bout du monde. Sur la route du retour, Henni est orienté vers un riche financier d'Anvers, Guillaume-Joseph De Boey qui lui promet 16 000 dollars. Fort de cet engagement, il s'adresse aux jésuites américains pour obtenir aussi des moyens humains et les reçoit en août 1849. Un peu plus tard, il fonde à Milwaukee l'Université Marquette.

## Les cultivateurs immigrés au milieu duXIXesiècle
Le territoire de l'État fut majoritairement peuplé par des colons allemands, scandinaves et suisses. L'Histoire de l'émigration allemande en Amérique s'accélère après le livre de Gottfried Duden (en), Voyage dans les États de l'Ouest de l'Amérique, écrit en 1829, qui devient un best-seller en Allemagne, tandis que la Giessener Emigration Society (en) créé en 1833 facilite les démarches[réf. nécessaire]. Ces immigrants cultivent le blé, de part et d'autre de la frontière canadienne, et le maïs un peu en dessous, grâce à la création en 1847 d'une voie ferrée, la "Milwaukee and Waukesha Railroad", rebaptisée ensuite "Milwaukee and Mississippi" et qui essaime. Dès 1850, le Wisconsin comptait 305 000 habitants dont le tiers né à l'étranger. Mais l'État reste très rural. Une personne seulement sur quinze vit dans la capitale Milwaukee, même si cette dernière héberge déjà six usines à blé. Lors de l'élection présidentielle de 1856, le Wisconsin fait partie des trois nouveaux états, avec l'Iowa et le Minnesota, dont la population, agricole et industrielle, vote avec la Nouvelle-Angleterre pour le candidat républicain Fremont, contre le sud esclavagiste.
Le Wisconsin crée en 1852 une « Commission de l’immigration » pour vanter les charmes de l’État. Les Allemands qui s’installent à Milwaukee se retrouvent dans des associations musicales ou sportives, des associations prônant la liberté de pensée, des sociétés d’horticulture, des cercles culturels, des groupes politiques et des communautés religieuses. Depuis trente ans, chaque année en juillet, Milwaukee organise la « German Fest ». Le parcours des Allemands de la Volga, qui émigrèrent aux États-Unis et au Canada après avoir vécu en Russie illustre le trajet de cette émigration allemande du milieu du XIXe siècle. Ils s'installèrent principalement dans les Grandes Plaines, le Wisconsin mais aussi l'est du Colorado, le Kansas, le Minnesota, l'est du Montana, le Nebraska, le Dakota du Nord et du Sud, et au Canada dans le Manitoba, l'Alberta et la Saskatchewan. Ils y réussirent souvent dans l'agriculture sur terrain sec, une compétence acquise en Russie.
Pour ce qui est des immigrants suisses, ils viennent notamment du Valais. En 1848 arrive la première famille, celle de Maurice Deléglise, dont le fils François Augustin fondera la ville d’Antigo. Suivront quelque 250 émigrants de la région de Martigny, qui s’installent principalement dans le comté de Manitowoc.
C'est à La Crosse, dans le Wisconsin, qu'a lieu la création le 1er septembre 1866 par Brynild Anundsen, du premier magazine littéraire entièrement en norvégien, le Ved Arnen: Et Tidsskrift for Skjønliteratur, qui a 60 abonnés à ses débuts. Né à Skien en Norvège, Brynild Anundsen est arrivé à l'âge de vingt ans, en 1864, dans le Wisconsin après avoir été apprenti dans l'imprimerie dans son pays. Il fonde aussi The Fatherland à La Crosse. Il épouse Mathilda Hoffstrøm en 1865 et part fonder le Decorah Posten dans l'Iowa en 1874.

## Les brasseries
La ville de Milwaukee voit se développer de nombreuses brasseries et devient la capitale américaine de la bière. Parmi elles la Pabst Brewing Company. Pabst, le richissime patron de la brasserie au XIXe siècle sera mis en scène sous un autre nom dans Un cow-boy sous pression, la cent vingt-cinquième histoire de la série Lucky Luke, publiée en album le 15 novembre 2024.

## L'arrivée du négociant Cargill à La Crosse en 1875
La société de négoce de céréales fondée par Will Cargill en 1865 à Conover, dans l'Iowa, déménage en 1875 à La Crosse, dans le Wisconsin, pour profiter de la croissance du chemin de fer, car cette ville de 11 000 habitants est située à la fois sur les liaisons fluviales et ferroviaires, et bien reliée aux deux grands ports du Lac Michigan, Milwaukee et Chicago. Son arrivée est saluée par les journaux locaux. La ville, à l'origine spécialisée dans les produits forestiers devient à cette occasion un grand centre du commerce des céréales, en améliorant ses infrastructures portuaires. Elle se voit alors comme étant bientôt la plus grande de la rive est du Mississippi. En fait, dès 1881, Minneapolis située sur le même axe mais plus au Nord, dépassera Saint-Louis pour le tonnage de farine produite. Cargill investit aussi dans les barges et les silos géants. Grâce à ces infrastructures, qui desservent le Minnesota, le Wisconsin et le pourtour des Grands Lacs, la production de blé à l'ouest du Mississippi assure alors 65 % de l'offre américaine dès 1899 et 90 % dès 1909. Le complexe agro-alimentaire disposé le long des grands ports du lac Michigan (Chicago, Milwaukee) a bénéficié aussi d'une concentration de la production de maïs au sein d'un « pack » de sept nouveaux États américains (Iowa, Kansas, Minnesota, Missouri, Nebraska, Dakota du Nord et du Sud) qui en 1899 produisaient 40 % du maïs américain.

## «L'État des produits laitiers» à partir de 1890
Dans les années 1890, les fermiers Wisconsin diversifient leur production, passant des céréales aux produits laitiers. L'histoire des débuts de l'industrie laitière dans l'État de Wisconsin bénéficie de la fondation d'une usine de fromages en 1859 par Hiram Smith, puis en 1864 d'une autre par Chester Hazen, qui utilise le lait de 300 vaches à Ladoga, ce qui est jugé à l'époque comme une « folie ». Mais elle est surtout accélérée grâce à l'arrivée d'immigrants qui amènent leurs traditions et savoir faire dans la fabrication de fromage, une évolution favorisée par les recherches de Stephen Babcock, de l'Université du Wisconsin, ce qui contribue à donner au Wisconsin la réputation d'être « L'État des produits laitiers ». En 1890, Stephen Babcock (en), de l'Université du Wisconsin, donne un nouveau coup d'accélérateur en mettant au point un test permettant de mesurer la production laitière en qualité.
Les fermiers produisent plus de fromage et produits laitiers au Wisconsin que dans tout autre État de l’Union. Il pès à lui seul 35 % de la production américaine de fromages. Il en existe plus de 600 variétés différentes. Les fromages du Wisconsin ne se comparent à aucun fromage français ou européen. Les plus importantes productions sont d’inventions américaines et des imitations de fromages telles que le brie, le camembert, le gruyère, la mozzarella, et le munster. En 1922, on compte plus de 2 800 fromageries dans le Wisconsin et en 1945 il en subsiste toujours 1 500, qui produisent environ 515 million de livres de fromages par an.

## L'industrie forestière développée par les scandinaves
Dans les années 1870 et les années 1890, l'industrie forestière du Wisconsin est développée par des immigrants de Scandinavie, qui apportent leurs connaissances du métier de bûcheron. Le 8 octobre 1871, le « Peshtigo Fire » cause la mort de 1 200 à 2 500 personnes.
Chippewa Falls, siège du comté de Chippewa, village de bûcherons profitant de l'énergie des chutes d'eau pour installer une scierie au milieu du siècle a vu sa croissance bouleversée par l'arrivée du chemin de fer au début des années 1880. Chippewa Falls a aussi profité de la création de la Banque du Wisconsin, qui a financé la nouvelle activité phare de la région, les scieries. Rayonnant depuis Eau Claire, à 15 km au sud, l'Eau Claire and Chippewa Falls Railway développa une ligne de chemin de fer vers Chippewa Falls.
Après absorption de la Wisconsin and Minnesota Railway, le chemin de fer s'étendit en direction d'Abbotsford (1880), puis de Bloomer (1881), et enfin Superior. L'industrie du bois a conduit le développement d'Eau Claire à la fin du XIXe siècle. À un moment, il y eut 22 scieries en activité dans la ville. Cette industrie profite également de la qualité du réseau de rivières mais elle décline au début du XXe siècle, en raison de la concurrence des grandes forêts du nord-ouest américain.

## L'élection présidentielle de 2016
Le  Wisconsin fait partie des trois États traditionnellement démocrates de la Rust Belt, la ceinture de l'industrie traditionnelle, qui ont fait basculer l'issue de l'élection présidentielle de 2016, en votant par une très courte majorité pour le candidat républicain, le milliardaire populiste Donald Trump, face à l’ancienne secrétaire d’État du président Barack Obama, Hillary Clinton. Traditionnellement démocrate, le Wisconsin a voté républicain pour la première fois depuis la réélection de Ronald Reagan en 1984. La victoire de Trump dans le Wisconsin lui permet d'empocher les grands électeurs de l'État et ainsi la majorité du Collège électoral des États-Unis, ce qui lui assure l'élection à la Maison Blanche, même s'il accuse un retard important dans le vote populaire à l'échelon national. Ces trois États qui ont fait basculer l'élection sont: 
- la Pennsylvanie (12,7 millions d'habitants), emporté par Donald Trump par 46 809 voix d'avance ;
- le Wisconsin (5,7 millions d'habitants), emporté par Donald Trump par 22 177 voix d'avance ;
- le Michigan (9,9 millions d'habitants), emporté par Donald Trump par 10 704 voix d'avance.

Pour le statisticien électoral Nate Silver, le vote Trump, nourri par les voix de la classe ouvrière blanche non diplômée, «s’explique très bien par la démographie, pas par du piratage». Cependant, le 26 novembre, la Commission électorale du Wisconsin déclare qu'un deuxième comptage complet des votes y sera effectué, à la demande de la candidate écologiste Jill Stein, et qu'il devra prendre fin le 13 décembre, avant la réunion du 19 décembre du collège électoral des grands électeurs. La candidate écologiste, conseillée par un groupe d'experts, parmi lesquels Alex Halderman, professeur d’informatique à l’université du Michigan, a mis en avant des rapports d’experts affirmant que dans les circonscriptions du Wisconsin utilisant des machines à voter, l’écart entre les prévisions et les résultats est plus important que dans celles utilisant des bulletins papier. En outre, les « circonscriptions électroniques » ont enregistré 7 % de moins de voix en faveur de Hillary Clinton que les autres.